# ماك أو إس الكلاسيكي
أدخلت شركة أبل للكمبيوتر (الآن شركة أبل)، أجهزة الكمبيوتر الشخصية ماكنتوش في عام 1984، والتي سميت بأثر رجعي للنموذج ماكنتوش 128K. تم تسمية نظام التشغيل من أوائل ماكنتوش «سوفت سيتيم» أو «سيتيم»، وتمت إعادة تسمية سلسلة التي تلت ذلك في وقت لاحق لنظام التشغيل ماك أو إس بعد 7.5. يعود الفضل في منصة ماكنتوش مع وجود شاع مفهوم واجهة المستخدم الرسومية.
وكان برنامج نظام ماكنتوش الأصلي استنادا جزئيا على نظام تشغيل ليزا، الذي صدر سابقا من قبل شركة آبل للكمبيوتر ليزا في عام 1983. وكجزء من اتفاق يسمح زيروكس لشراء أسهم في شركة آبل بسعر مناسب، وأنها تستخدم أيضا مفاهيم من زيروكس بارك زيروكس ألتو، الذي ستيف جوبز وعدد من أعضاء الفريق ماكنتوش ومعاينتها. وقد تم مسبقا نظام التشغيل Mac OS على كل جهاز كمبيوتر ماكنتوش بها، ويتم بيعها بشكل منفصل في متاجر البيع بالتجزئة حتى يتم توزيعها حصريا على الإنترنت.

## تطوير
بدأ مشروع ماكنتوش في أواخر عام 1978 مع جيف راسكين، الذي نص على، الكمبيوتر سهلة الاستخدام منخفضة التكلفة بالنسبة للمستهلك العادي. في سبتمبر 1979، بدأت راسكين تبحث عن المهندس الذي يمكن تشكيل النموذج. بيل أتكنسون، عضو في فريق أبل ليزا، قدم راسكين إلى بوريل سميث، فني صيانة الذين تم توظيفهم في وقت سابق من هذا العام.
في يناير عام 1981، تولى ستيف جوبز تماما على مشروع ماكنتوش. وظائف وعدد من المهندسين أبل زار زيروكس بارك في ديسمبر كانون الأول عام 1979، وبعد ثلاثة أشهر من المشاريع ليزا وماكنتوش بدأت. بعد أن سمع عن التكنولوجيا واجهة المستخدم الرسومية الرائدة التي يجري تطويرها في زيروكس بارك من موظفي زيروكس السابق مثل راسكين، وظائف التفاوض زيارة لرؤية أدوات الكمبيوتر زيروكس التو والتنمية من Smalltalk في مقابل خيارات الأسهم أبل. أنظمة التشغيل ليزا وماكنتوش النهائية استخدام المفاهيم من زيروكس ألتو، ولكن تم خلق العديد من عناصر واجهة المستخدم الرسومية من قبل شركة آبل بما في ذلك شريط القوائم، القوائم المنسدلة، ومفاهيم السحب والإسقاط والتلاعب المباشر.
وخلافا للكمبيوتر آي بي إم، والذي يستخدم 8 كيلو بايت من القرص نظام لاختبار التشغيل الذاتي (POST) والمدخلات الأساسية / نظام الإخراج (BIOS)، ماك ROM هو أكبر بكثير (64 كيلو بايت)، ويحمل كود نظام التشغيل الرئيسي. تم ترميز الكثير من ماك المضغوط الأصلي بواسطة اندي هيرتزفيلد، وهو عضو في فريق ماكنتوش الأصلي. وكان قادرا على الحفاظ على بعض من مساحة ROM الثمين عن طريق التداخل [تحتاج إلى توضيح] بعض من رمز لغة التجميع. بالإضافة إلى ROM، وقال انه مشفرة أيضا نواة، وأدوات ماكنتوش، وبعض من ملحقات سطح المكتب (DAS). وقد صممت هذه الرموز من نظام التشغيل، والتي تمثل المجلدات وتطبيق البرمجيات، من قبل سوزان كاري، الذي صمم في وقت لاحق الرموز لمايكروسوفت ويندوز 3.0. كتب بروس القرن وستيف كابس ماكنتوش الباحث، فضلا عن عدد من المرافق نظام ماكنتوش.
كانت شركة أبل عدوانية جدا في الإعلان عن الجهاز الجديد. بعد إنشائه، اشترت الشركة جميع صفحات 39 من مساحة الإعلان في نوفمبر / ديسمبر 1984 طبعة من مجلة نيوزويك. كانت شركة أبل ناجحة جدا في التسويق لماكنتوش أنه سرعان ما فاقت سابقتها أكثر تطورا، وليزا. أبل بسرعة بتطوير منتج يسمى MacWorks، الذي يسمح للليزا لمحاكاة البرمجيات نظام ماكنتوش من خلال نظام 3، وهو الوقت الذي قد تم وقفها كما ماكنتوش XL تغيير علامتها التجارية. فإن العديد من التطورات نظام التشغيل ليزا لا تظهر في نظام تشغيل ماكنتوش حتى 7 النظام أو في وقت لاحق. تم تغيير اسم نظام التشغيل Mac OS عندما بدأت الشركة ترخيص استنساخ وتحتاج اسم المنتج واضح لنظام التشغيل.

## الإصدار
وتتميز النسخة الأولى من نظام التشغيل ماك (وتسمى ببساطة النظام) بسهولة بين العديد من أنظمة التشغيل الأخرى من نفس الفترة لأنها لا تستخدم واجهة سطر الأوامر. كان واحدا من أنظمة التشغيل الأولى لاستخدام واجهة المستخدم الرسومية تماما أو واجهة المستخدم الرسومية. مضافا إلى نواة النظام هو مكتشف، وهو تطبيق استخدامها لإدارة الملف، والذي يعرض أيضا على سطح المكتب. وقد وردت الملفين في دليل المجلد المسمى مجلد النظام، الذي يتضمن ملفات الموارد الأخرى، مثل برنامج تشغيل الطابعة، بحاجة إلى التفاعل مع النظام.
الأولى al'uwlaa
انظر أيضًا
أولي، اولى، درجة أولى
ترجمات أولى
صفة
first
الأول، أول، أولى، أولي

## نظام 1,2,3و4
هذه الإصدارات يمكن فقط تشغيل تطبيق واحد، باستثناء الملحقات مكتب، في وقت واحد، على الرغم من قذائف تطبيق خاصة مثل MultiMac أو الجلاد (التي نوقشت تحت MultiFinder) يمكن أن تغلب على هذا. نظام 1.0، 1.1، و 2.0 استخدام نظام الملفات مسطح يسمى نظام الملفات ماكنتوش (MFS). ويقدم الباحث المجلدات الافتراضية التي يمكن استخدامها لتنظيم الملفات، ولكن هذه ليست مرئية من أي تطبيق آخر ولا وجود لها في الواقع في نظام الملفات. نظام 2.0 دعما إضافيا ل AppleTalk وLaserWriter أدخلت حديثا على استخدامها. نظام 2.1 (مكتشف 5.0) قدم HFS (نظام الملفات الهرمي) التي لديها أدلة حقيقية. وكانت هذه النسخة خصيصا لدعم القرص الصلب 20 وفقط ينفذ إخلاء المسئولية في ذاكرة الوصول العشوائي؛ تبقى بدء التشغيل ومعظم الأقراص المرنة MFS 400 K وحدات التخزين. وقدم نظام 3.0 (مكتشف 5.1) مع ماك بالإضافة إلى ذلك، تنفيذ رسميا HFS، 800K محركات بدء التشغيل، ودعم العديد من التقنيات الجديدة بما في ذلك SCSI وAppleShare، والمهملات «انتفاخ» (أي عندما تحتوي المهملات الملفات، فإنه يكتسب مظهر انتفخ). صدر نظام 4.0 مع ماك SE ونظام 4.1 شحنها أولا لدى هذه الثاني الجديد دعما إضافيا ماكنتوش الآلات اللازمة لفتحات التوسعة الأولى، وأبل سطح الحافلة (ADB)، والأقراص الصلبة الداخلية، وعلى ماك الثاني وأخف وزنا، اللون، ويعرض أكبر وأول معالج موتورولا 68020. 

## ماك أو اس 10 - أو اس إكس (أو اس X)
- Mac OS X Public Beta (Kodiak)
- Mac OS X v10.0 (Cheetah)
- Mac OS X v10.1 (Puma)
- Mac OS X v10.2 (Jaguar)
- Mac OS X v10.3 (Panther)
- Mac OS X v10.4 (Tiger)
- Mac OS X v10.5 (Leopard)
- Mac OS X v10.6 (Snow Leopard)
- Mac OS X v10.7 (Lion)
- OS X v10.8 (Mountain Lion)
- OS X v10.9 (Mavericks)
- OS X v10.10 (Yosemite)
- OS X v10.11 (El Capitan)